# Alaejos
Alaejos est une commune de la province de Valladolid dans la communauté autonome de Castille-et-León en Espagne. C'est l'antipode de la capitale de la Nouvelle-Zélande, Wellington.

## Géographie

Vue générale d'Alaejos
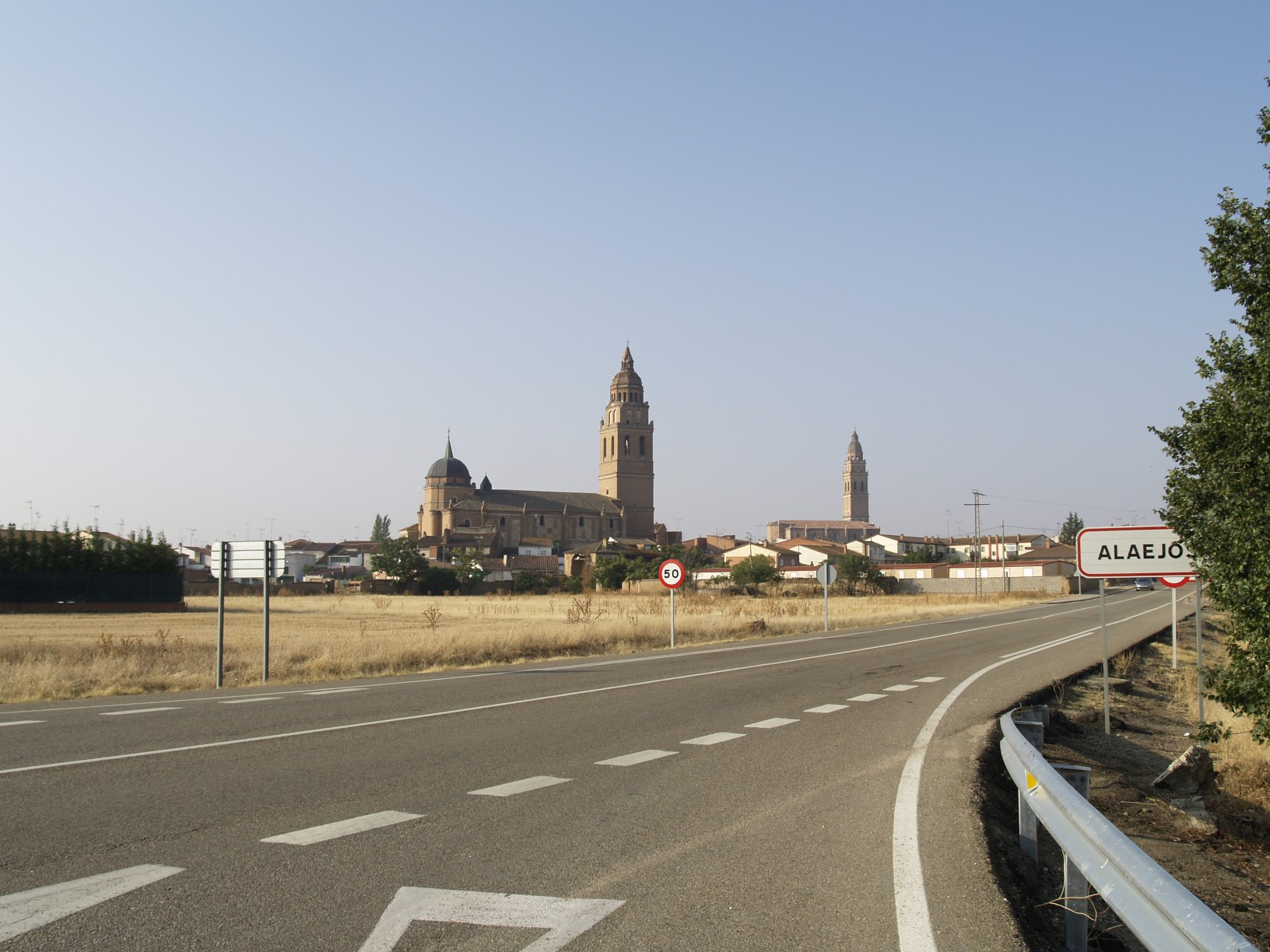
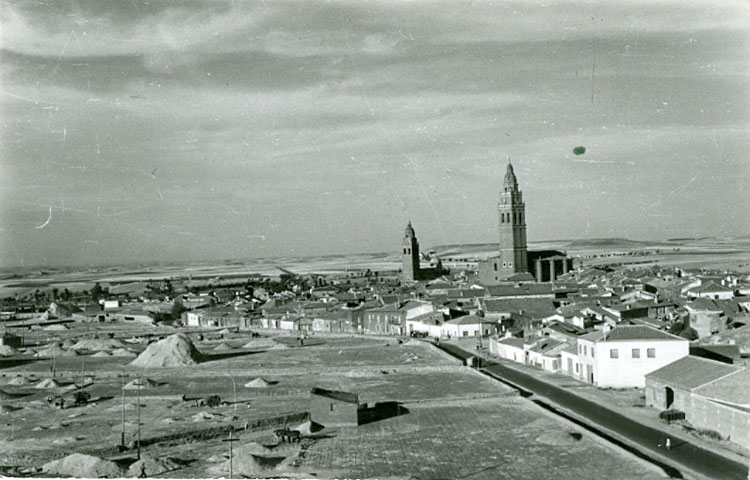
Fondation Joaquín Díaz.
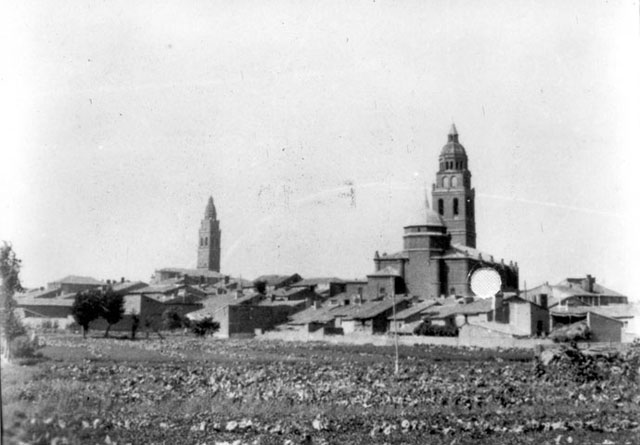
Fondation Joaquín Díaz.

## Sites et patrimoine
- Église San Pedro Apóstol (es).
- Église Santa María (es) et le musée paroissiale d'art sacré.
- Chapelle Nuestra Señora de la Casita.
- Casa consistorial.
- Hôpital Buen Pastor.
- Château de Alaejos (es).
- Collection ethnographique Félix Rodríguez Martínez.

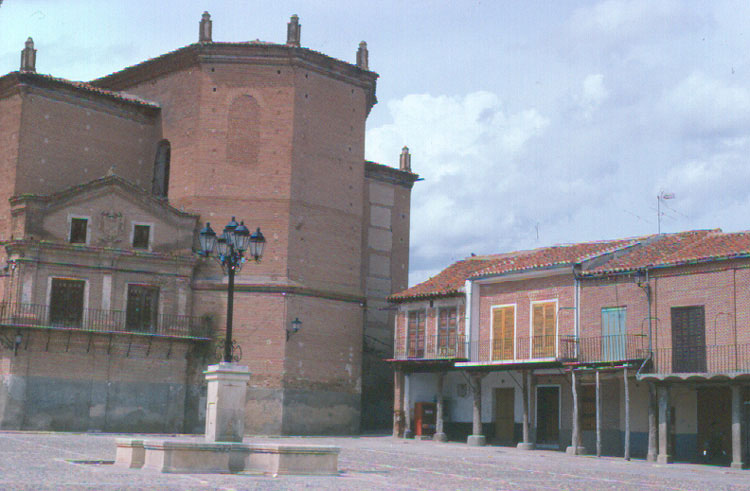
Plaza Mayor. Fondation Joaquín Díaz.
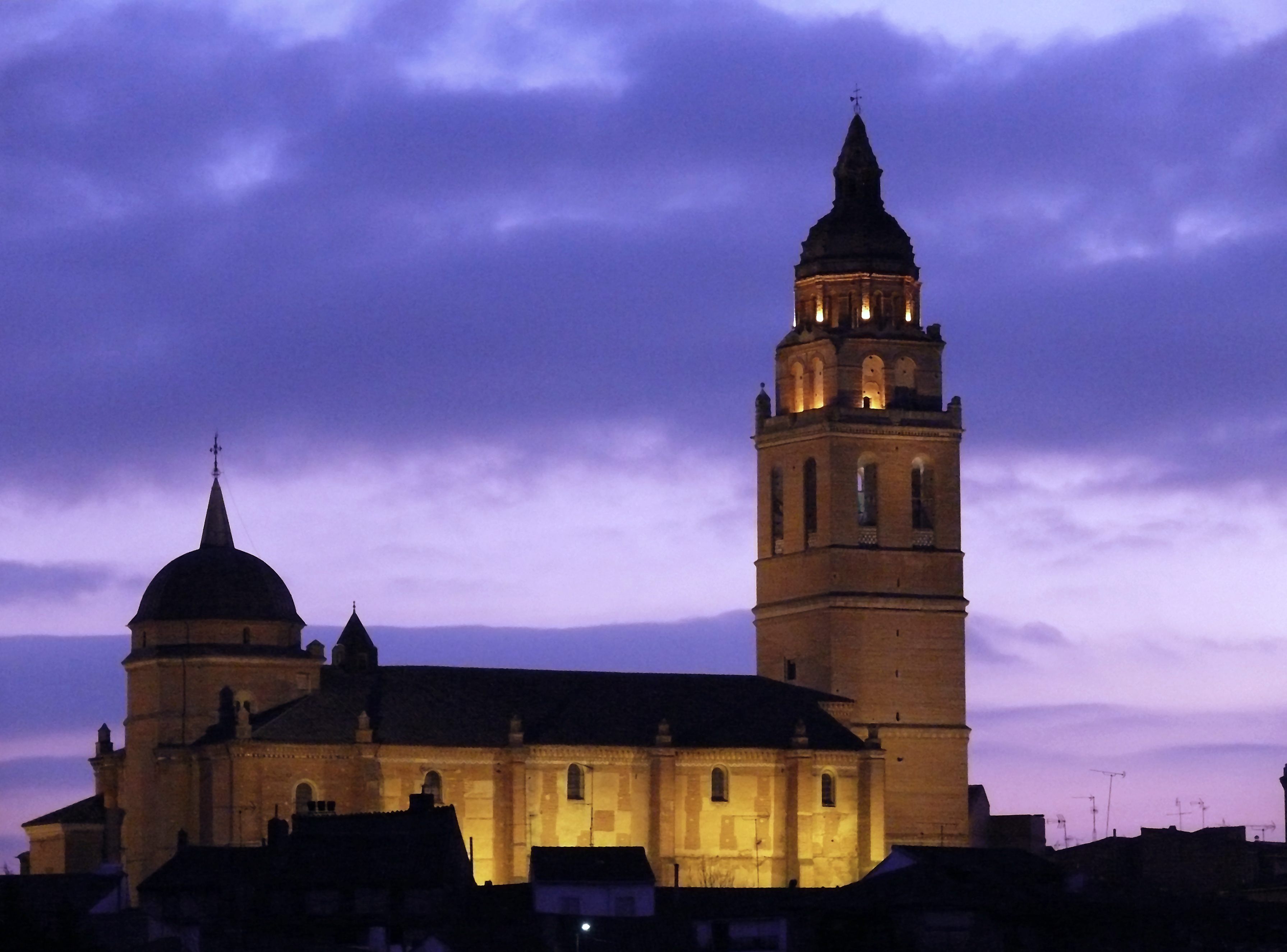
Église Santa María.
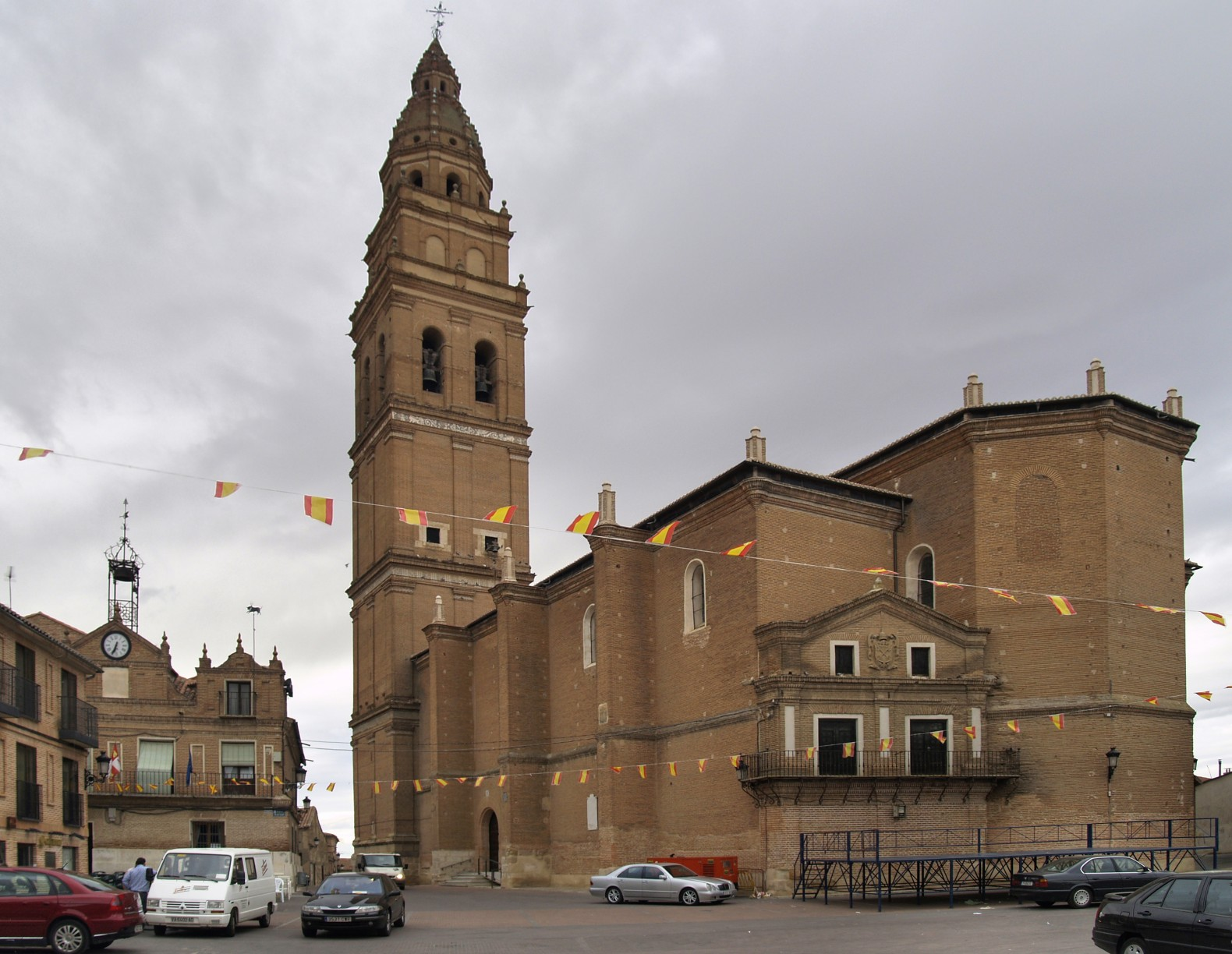
Église San Pedro Apóstol.
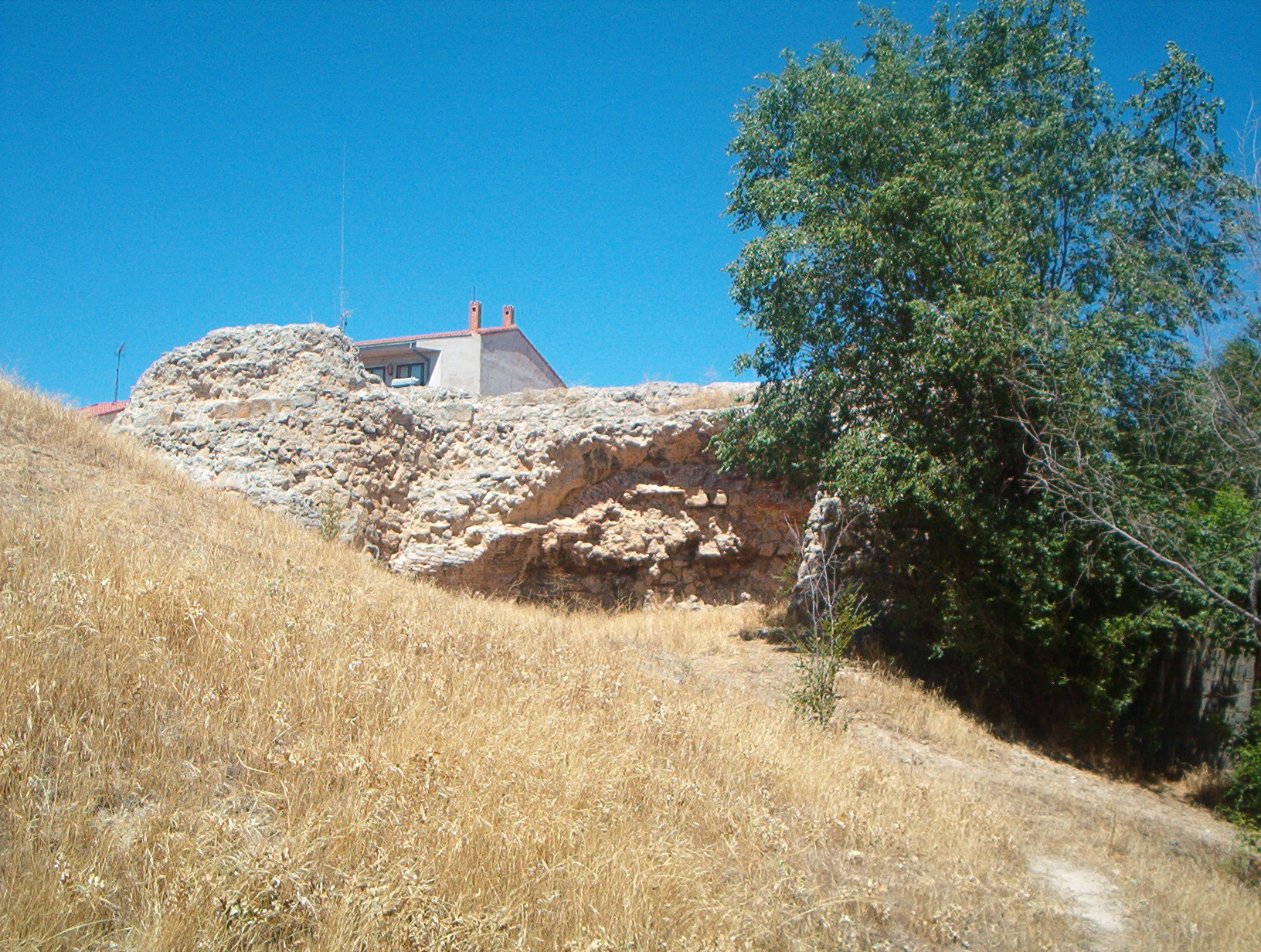
Ruines du château d'Alaejos.